# Yarmouth (Massachusetts)
Yarmouth is een plaats in Cape Cod oftewel Barnstable County, Massachusetts, in de Verenigde Staten. Yarmouth had in 2010 23.793 inwoners en bestaat uit de kernen South Yarmouth, West Yarmouth en Yamouth Port. 

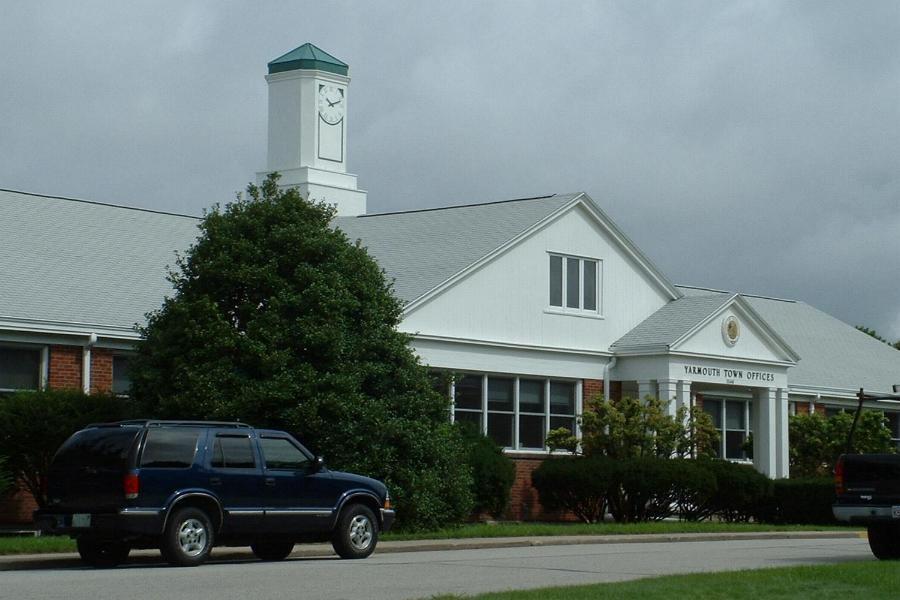
Town Offices